# Capasa sternaria
Capasa sternaria är en fjärilsart som beskrevs av Achille Guenée 1857. Capasa sternaria ingår i släktet Capasa och familjen mätare. Inga underarter finns listade i Catalogue of Life.